# SpongeBob SquarePants: Battle for Bikini Bottom - Rehydrated
SpongeBob SquarePants: Battle for Bikini Bottom - Rehydrated è un videogioco a piattaforme del 2020 basato sulla serie animata di Nickelodeon SpongeBob. Si tratta di un remake delle versioni console di SpongeBob SquarePants: Battle for Bikini Bottom (2003) di Heavy Iron Studios, sviluppato da Purple Lamp Studios e pubblicato da THQ Nordic per Microsoft Windows, Nintendo Switch, PlayStation 4, Xbox One, Google Stadia, Android e iOS.

## Accoglienza

### Critica
Il videogioco è stato pubblicato il 23 giugno 2020 e ha ricevuto recensioni miste e contrastanti.

### Vendite
SpongeBob SquarePants: Battle for Bottom – Rehydrated raggiunse il 19º posto nella lista delle 20 maggiori vendite di NPD nel mese di giugno 2020. Nel Regno Unito Rehydrated è stato il 3° videogioco più venduto nella settimana del 27 giugno 2020.
Al 13 agosto 2020 Rehydrated aveva venduto oltre 1 milione di copie. Nel gennaio 2021, l'amministratore delegato di THQ Nordic, Klemens Kreuzer, definì Rehydrated un "successo fantastico" dal punto di vista delle vendite e sottolineò il potenziale di giochi simili che lo studio avrebbe potuto sviluppare in futuro.

## Doppiaggio
Il videogioco include la registrazione originale e un nuovo ridoppiaggio in lingua inglese, così come un nuovo doppiaggio in francese, tedesco, italiano, spagnolo, polacco e giapponese. Inoltre, supporta sottotitoli anche in portoghese brasiliano, russo, malay, thai, coreano e cinese semplificato. Il doppiaggio e la localizzazione in spagnolo, francese, italiano e giapponese è stato eseguito dalla società italiana Synthesis International di Milano.
| Nome personaggio      | Doppiatore originale | Doppiatore italiano |
| --------------------- | -------------------- | ------------------- |
| SpongeBob SquarePants | Tom Kenny            | Claudio Moneta      |
| Patrick Stella        | Bill Fagerbakke      | Pietro Ubaldi       |
| Squiddi Tentacolo     | Rodger Bumpass       | Mario Scarabelli    |
| Mr. Krabs             | Joe Whyte*           | Mario Zucca         |
| Waterman              | Joe Whyte*           | Antonio Paiola      |
| Sandy Cheeks          | Carolyn Lawrence     | Laura Brambilla     |
| Signora Puff          | Mary Jo Catlett      | Silvana Fantini     |
| Supervista            | Tim Conway           | Diego Sabre         |
| Larry l'aragosta      | Mr. Lawrence         | Diego Sabre         |
| T. McTrout            | Mr. Lawrence         | Gianmarco Ceconi    |
| Sheldon Plankton      | Mr. Lawrence         | Riccardo Rovatti    |
| Gamberetto            | Mr. Lawrence         | Giorgio Perno       |
| Amico Bolla           | Brad Abrell          | Giorgio Perno       |
| Olandese Volante      | Bryan Doyle-Murray   | Oliviero Corbetta   |
| Nettuno               | John O'Hurley        | Oliviero Corbetta   |

(*) Né Clancy Brown né Ernest Borgnine tornano a interpretare i loro rispettivi ruoli nel cartone animato, Mr. Krabs e Waterman, il secondo a causa della sua morte nel 2012. Entrambi sono sostituiti da Joe Whyte, i cui dialoghi sono riciclati dal gioco originale del 2003.